# Филип Франц Еберхард фон Далберг
Филип Франц Еберхард фон Далберг (на немски: Philipp Franz Eberhard fon Dalberg; * 15 март 1635; † 24 декември 1693, Майнц) от рицарската фамилия „фон Далберг“, е господар на Далберг при Бад Кройцнах, президент на имперския камерен съд (1671) и като вдовец домхер във Вормс.

## Биография
Той е син на Филип Балтазар фон Далберг (1597 – 1639) и съпругата му Магдалена фон Варсберг (1604/1605 – 1647), дъщеря на Самсон фон Варсберг (1569 – сл. 1621), бургграф фон Райнек, и Регина фон Ролинген. Родителите му са погребани в църквата „Св. Мартин“ във Вормс.
Внук е на Волфганг Фридрих фон Далберг († 1621) и Урсула фон Керпен († 1611).
Филип фон Далберг следва право. При коронизацията на Леополд I през 1658 г. той става рицар. На 22 септември 1653 г. заедно с други от фамилията е издигнат на имперски фрайхер от император Фердинанд III.

## Фамилия
Филип фон Далберг се жени на 19 ноември 1662 г. за Анна Катарина Франциска Кемерер фон Вормс (* 4 декември 1644; † 31 юли 1679, Шпайер, погребана в Йезуитската църква в Шпайер), господарка на Далберг, дъщеря на Йохан XXV Кемерер фон Вормс († 13 януари 1670), господар на Далберг и Анна Антоанета фон дер Лайен († 18 септември 1659), сестра на архиепископите на Майнц Карл Каспар фон дер Лайен и Дамиан Хартард фон дер Лайен. Те имат 13 деца:
- Дамиан Екберт Кемерер фон Вормс-Далберг (* 11 юни 1665; † 28 декември 1725, Майнц), от 1675 до 1695 домхер в катедралите на Вормс, от 1676 домхер в Майнц и Вюрцбург, от 1677 домхер в Трир и 1695 домкустос в Майнц[9]
- Йохан Карл Кемерер фон Вормс-Далберг (* кръстен 5 септември 1663; † 3 декември 1663)
- Йохан Франц Екберт Кемерер фон Вормс-Далберг (* ок 1666; † скоро)
- Йохан Хериберт Кемерер фон Вормс-Далберг (* 20 август 1668; † 29 декември 1712, Вюрцбург), 1683 домхер във Вюрцбург
- Франц Антон Кемерер фон Вормс-Далберг (* 16 октомври 1669; † 27 февруари 1725, Кьонигсхофен), от 1680 до 1711 домхер в катедралата на Шпайер, напускаи става генерал-майор и командант на крепост Кьонигсхофен
- Хуго Фердинанд Кемерер фон Вормс-Далберг (* 1670; † 1671)
- Филип Вилхелм Кемерер фон Вормс-Далберг (* 22 март 1671; † 22 май 1721, Брухзал), 1695 домхер във Вормс и Майнц, каноник в манастир „Св. Албан“ в Майнц и хорхер в рицарския манастир „Св. Ферациус“ в Блайденщат в Таунусщайн
- Фридрих Екберт Кемерер фон Вормс-Далберг (*/† 1672)
- Франц Екберт Кемерер фон Вормс-Далберг II (* 28 февруари 1674; † 14 август 1741), фрайхер, от 1683 домхер в Трир, 1699 оберамтман на епископа на Шпайер в Кирвайлер и Дайдесхайм, императорски и куртирски таен съветник, женен I. пр. 1701 г. за Мария Франциска Юлиана Фукс фон Дорнхайм (1679 – 1706), II. на 12 юни 1708 г. в Майнц за Мария Луиза Кемерер фон Вормс-Далберг (* 5 август 1686; † 12 септември 1760)
- Дамиан Казимир Кемерер фон Вормс-Далберг (* 11 ноември 1675, Шпайер; † 1717, Белград), комтур на Немския орден, командир на регимент при принц Евгений Савойски. Той е убит 1717 г. като генерал-вахтмайстер в битката при Белград.
- Мария Катарина Ернестина Кемерер фон Вормс-Далберг (* 1676; † 1703, погребана в доминиканската църква в Майнц), омъжена на 14 юни 1700 г. за Йохан Фридрих Екберт Кемерер фон Вормс-Далберг (* 4 август 1658; † 11 февруари 1719)
- Антон Адолф Кемерер фон Вормс-Далберг (* 29 май 1678, Шпайер; † 3 ноември 1737, дворец Хамелбург, погребан в манастир Фулда), от 1726 до 1737 княжески абат на манастир Фулда. Той основава там наречения на него „Адолф-университет“.
- Волф Еберхард Кемерер фон Вормс (* 30 май 1679; † 12 декември 1737), женен на 8 януари 1713 г. за фрайин Мария Анна фон Грайфенклау цу Фолрадс (* 9 ноември 1695; † 8 октомври 1768)